# Zoo de Nogeyama

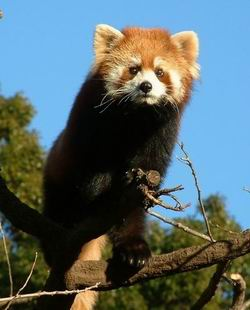
Panda rouge du Nogeyama Zoo

Le parc zoologique de Nogeyama (野毛山動物園, Nogeyama dōbutsuen en) ou zoo de Nogeyama est un parc zoologique de la ville de Yokohama au Japon.

## Historique
Ouvert le 1er avril 1951, le jardin zoologique de Nogeyama dépend du bureau de l'administration des espaces verts (緑政局, Ryoku sei kyoku) et a la particularité d'être entièrement gratuit.

## Liste des espèces présentes (entre autres)
- Colobus guereza kikuyuensis
- Meles meles anakuma
- Python reticulatus
- Gavialis gangeticus
- Pavo cristatus
- Indian roof turtle (tortue)
- Geochelone elegans
- Testudo kleinmanni
- Maki vari roux
- Accipiter gentilis
- Otus bakkamoena
- Wallabia bicolor mastersii (Wallabi)
- Aix galericulata
- Rhynochetos jubatus
- Crocodylus rhombifer
- Giraffa camelopardalis reticulata (girafe)
- Iguana iguana
- Equus grevyi (zebre)
- Threskiornis melanocephalus
- Geochelone sulcata
- Epicrates cenchria maurus (boa)
- Vultur gryphus
- Eudocimus albus
- Crossoptilon crossoptilon
- Panthera o. onca (panthera)
- Eudocimus ruber
- Struthio camelus
- Pan troglodytes verus
- Panthera tigris altaica (tigre)
- Lophophorus impejanus
- Selenarctos thibetanus japonicus (ours)
- Paguma larvata
- Anthropoides paradisea
- Python molurus bivittatus
- Agriocharis ocellata
- Eublepharis macularius
- Cebus apella
- Camelus bactrianus var.domesticus (chameau)
- Phoenicopterus chilensis (flamant du Chili)
- Plegadis falcinellus
- Boa constrictor (boa)
- Geronticus eremita
- Python regius
- Cervus nippon centralis
- Nyctereutes viverrinus
- Strix uralensis (hibou)
- Papio hamadryas
- Varanus salvator
- Tanakia tanago
- Manouria emys
- Caiman crocodilus
- Alligator sinensis
- Panthera leo leo (lion)
- Agapornis fischeri
- Ailurus fulgens styani (panda rouge)
- Macroclemys temminckii